# عدد بیل
عدد بیل(به انگلیسی: Beale number) یک کمیت بدون بعد است که در مکانیک سیالات و برای توصیف عملکرد یک موتور استرلینگ استفاده می‌شود.از طریق این کمیت می‌توان توان خروجی یک موتور استرلینگ را تخمین زد.این عدد معمولاً بین 0.11 تا 0.15 می‌باشد که مقدار بزرگ تر نشان دهنده عملکرد بهتر موتور است.
{\displaystyle B_{n}={\frac {Wo}{PVF}}}
که در این رابطه:
- Bn عدد بیل
- Wo توان خروجی موتور (وات)
- P متوسط فشار گاز (Pa) یا (MPa, در صورتی که واحد حجم cm3 باشد)
- V میزان حجم جاروب شده در حین انبساط (m3) یا (cm3, اگر واحد فشار MPa باشد)
- F فرکانس موتور(Hz)